# Tyler Kyte

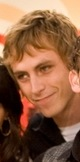
Tyler Kyte (2008)

Jonathan Tyler „Ty“ Kyte (* 24. Juli 1984 in Lindsay, Ontario) ist ein kanadischer Schauspieler und Sänger.
Im Jahr 2001 wurde er für die Fernsehserie Popular Mechanics for Kids beim Gemini Award nominiert.
In Deutschland ist er vor allem durch die kanadische Fernsehserie Instant Star bekannt.
2006 erschien sein Debütalbum Let's Talk.
Neben seiner Solokarriere spielt Kyte auch in der Band Sweet Thing und in der Ryan O’Reilly Band.

## Filmografie

### Filme
- 1997: Defenders – Die Vergeltung (The Defenders: Payback)
- 2002: Interstate 60
- 2003: Kidnapped: The Elizabeth Smart Story (The Elizabeth Smart Story)
- 2004: Prom Queen – Einer wie keiner (Prom Queen: The Marc Hall Story)
- 2004: White Out
- 2006: By Charlie Walker

### Serien
- 1998–2000: Popular Mechanics for Kids
- 2005–2008: Instant Star

### Gastauftritte
- 1997: Gänsehaut – Die Stunde der Geister (Goosebumps)
  - Episode: Don't Go to Sleep
- 1997: Ein Mountie in Chikago (Due South)
  - Episode: Eclipse
- 1998: Real Kids, Real Adventures
  - Episode: Runaway Balloon
- 1999: Grusel, Grauen, Gänsehaut (Are You Afraid of the Dark?)
  - Episode: The Tale of the Wisdom Glass
- 2001: Exhibit A: Secrets of Forensic Science
  - Episode: Deadly Thrills
- 2004: Missing – Verzweifelt gesucht (1-800-Missing)
  - Episode: Sea of Love
- 2004: Darcy's Wild Life
  - Episode: My Fair Lindsay
- 2006: The Morgan Waters Show
  - Episode: Bear Assets
  - Episode: Mommy Dearest
- 2009: Murdoch Mysteries
  - Episode: Dinosaur Fever
- 2014: Republic of Doyle – Einsatz für zwei (Republic of Doyle)
  - Episode: Buried
  - Episode: Expansion
  - Episode: If the Shoe Fits
  - Episode: Frame Job

## Diskografie

### Alben
- 2006: Let's Talk LP (USA/UK)

- 2007: Songs from Instant Star Three (USA/UK Juli 2007)

### Singles
- 2006: What You Need (USA/UK)